# Correo a caballos

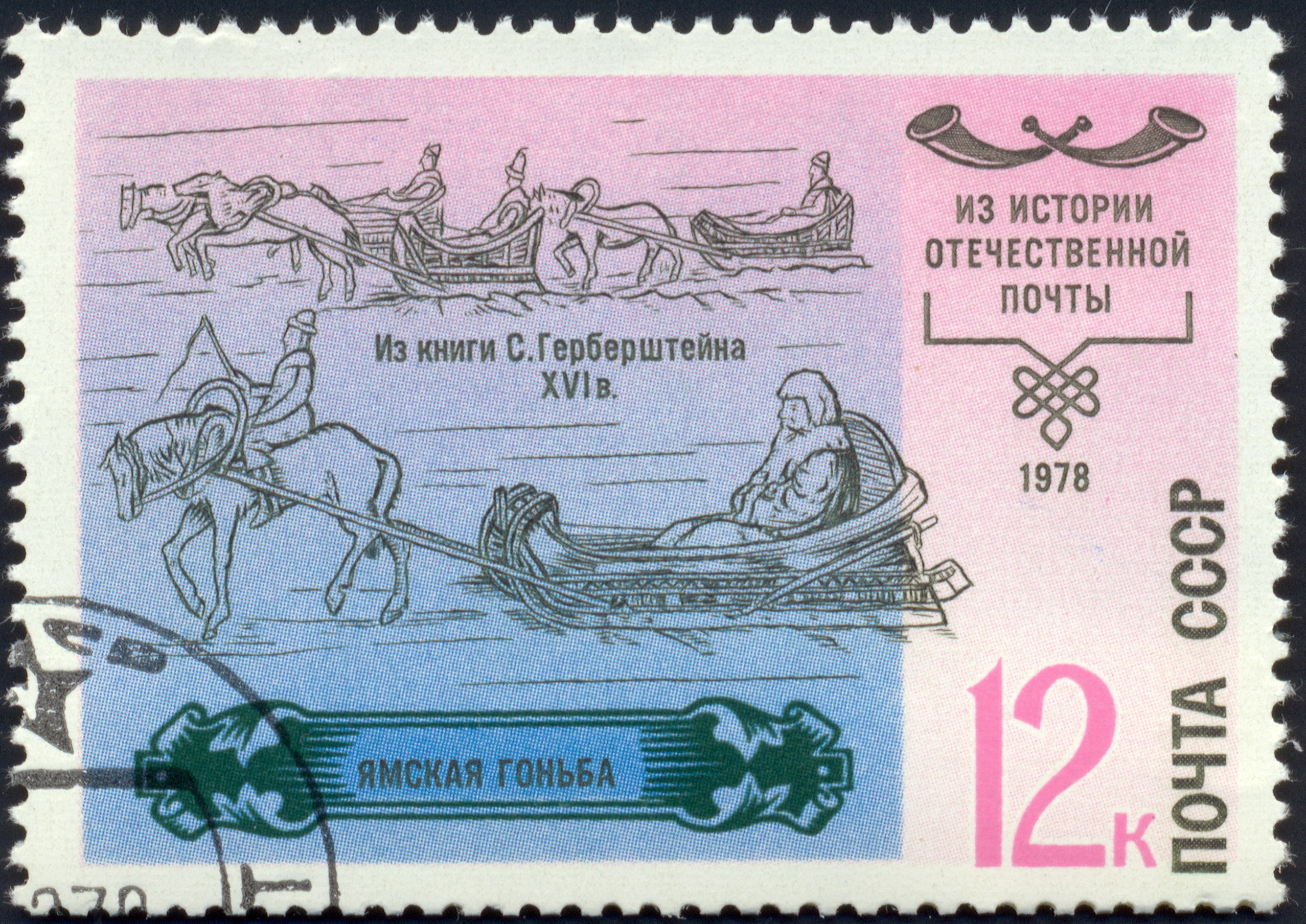
Correo a caballos. URSS, 1978.

Correo a caballos (en ruso: ямская гоньба, yamskaya gonbá) es el servicio postal histórico de Rusia, que existió en los siglos XIII al XIX y que fue ocupado esencialmente para el transporte de la correspondencia fiscal.

## Etimología
En ruso «ямской» (yamskoi), «ямщик» (yamshchik, cochero) y «ям» (yam) proceden de la palabra turca «jamčy» (mensajero postal).

## Historia
La posta de caballos fue introducida en Rusia del noreste por los tártaro-mongoles - en los tiempos del yugo tártaro mongol. La posta constituía el sistema postal de las cortes (yames), previsto para el recambio de caballos, situado en una distancia 40-50 verstas cada uno. La obligación de yam para los cocheros, que tenían que sostenerse en tres caballos.
En el siglo XVI para el control del mantenimiento del correo centralizado la Yamskoi Orden (se menciona desde 1516), retitulada en 1723 en la Yamskaya Oficina.
El diplomático austríaco Sigismund Herberstein escribió así sobre el servicio de caballos de postas ruso del siglo XVI:

El gran soberano, príncipe Moscú, tiene en los diversos lugares de su principado cocheros con caballos descansados, de modo que, donde sea enviado su mensajero, por todas partes habrá caballos disponibles. El mensajero tiene el derecho de seleccionar el caballo, que le parezca mejor. El abastecimiento de caballos; por frescos sin deficiencias. Quién requiriera 10 o 12, se le dieron 40 o 50. Que cuando estuvieron cansados a lo largo del camino se substituyeron por otros, que fueron admitidas a la primera enlodada.